# Степнівське сільське поселення (Сладковський район)
Степні́вське сільське поселення (рос. Степновское сельское поселение) — муніципальне утворення у складі Сладковського району Тюменської області, Росія.
Адміністративний центр — село Степне.

## Історія
3 листопада 1923 року були утворені Бековська сільська рада та Задонська сільська рада. 16 жовтня 1959 року ліквідовано Задонську сільраду, Бековська сільрада перейменована в Степнівську сільську раду.
2004 року Степнівська сільська рада перетворена в Степнівське сільське поселення.

## Населення
Населення — 347 осіб (2020; 345 у 2018, 447 у 2010, 644 у 2002).

## Склад
До складу поселення входять такі населені пункти:
| Населений пункт   | Населення, осіб (2002) | Населення, осіб (2010) |
| ----------------- | ---------------------- | ---------------------- |
| Беково, село      | 94                     | 73                     |
| Задонка, присілок | 106                    | 35                     |
| Ловцово, село     | 118                    | 94                     |
| Побєда, селище    | 14                     | 3                      |
| Степне, село      | 312                    | 242                    |